# Février 1925

## Événements
- 2 février : suppression du budget de l'ambassade de France au Vatican.

- 5 février : H.J. Brown est contraint d'apponter de nuit sur le porte-avions américain USS Langley.

- 9 février, Allemagne : Gustav Stresemann envoie un mémorandum aux Alliés où il propose que le Royaume-Uni, la France, l'Italie et l'Allemagne prennent un engagement pour ne pas se faire la guerre, que la France et l’Allemagne signent un traité d’arbitrage pour le règlement pacifique des différends, que l’Allemagne garantisse les frontières de la zone rhénane.

- 12 février : au Panama, création de la république de Tulé pendant la révolution des indiens Kuna

- 12 février - 3 avril : première liaison aérienne entre Bruxelles et Léopoldville (Kinshasa- RDC) par Edmond Thieffry, as de l'aviation belge durant la Première Guerre mondiale, avec Léopold Roger - pilote - et Jef de Bruycker - mécanicien - sur Handley Page, en étant les tout premiers aviateurs à survoler plus de 3 500 km (entre Niamey et Kinshasa) de terres « inconnues »… Un exploit à l'époque, ouvrant ainsi les liaisons aériennes commerciales vers les colonies d'Afrique centrale. Les 8 124 km ont été parcourus en 75 heures et 25 minutes de vol effectif et après maints problèmes techniques, atmosphériques[1].

- 22 février : premier vol de l'avion de Havilland DH.60 Moth.

- 27 février, Allemagne : le NSDAP, à nouveau autorisé, est reconstitué. Hitler en prend la tête.

## Naissances
- 1er février : Alfred Grosser, politologue, sociologue et historien franco-allemand († 7 février 2024).
- 4 février : Ginette Kolinka, rescapée  de la seconde guerre mondiale.
- 5 février : Karel De Baere, coureur cycliste belge († 9 octobre 1985).
- 8 février : Jack Lemmon, acteur américain († 27 juin 2001).
- 10 février : Pierre Mondy, (Pierre Cuq), acteur français († 15 septembre 2012).
- 11 février : Manuel Dos Santos, matador portugais († 18 février 1973).
- 14 février : Nazim Rzayev, chef d'orchestre azerbaïdjanais († 2 mai 2006).
- 16 février : Carlos Paredes, guitariste portugais († 23 juillet 2004).
- 18 février : 
  - Marcel Barbeau, peintre et sculpteur québécois († 2 janvier 2016).
  - George Kennedy, acteur et écrivain américain († 28 février 2016).
- 20 février : Robert Altman, producteur et réalisateur américain († 20 novembre 2006).
- 21 février : Sam Peckinpah, réalisateur américain († 28 décembre 1984).
- 23 février : Anne-Marie Trégouët, résistante française († 22 mars 2024).
- 25 février : Shehu Shagari, homme d'État nigérian; Président de la République fédérale du Nigeria († 28 décembre 2018).

## Décès
- 4 février : Robert Johann Koldewey, architecte et archéologue allemand, découvreur de Babylone.
- 23 février : Joris Helleputte, architecte et homme politique belge (° 31 août 1852).
- 28 février : Friedrich Ebert, président allemand.